# Місійний інститут імені святого Йосафата (Бучач)

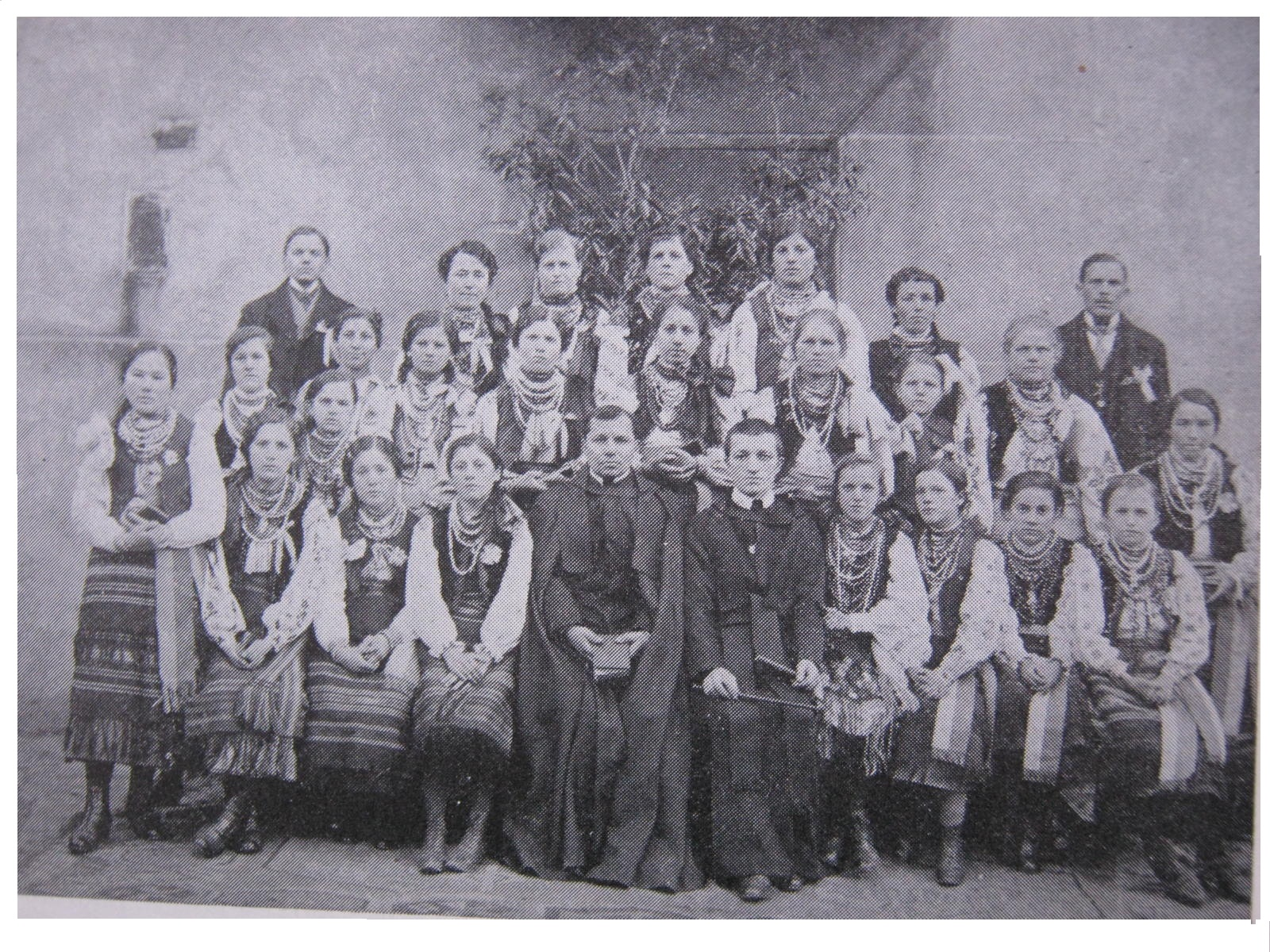
Отець Никола Лиско в оточенні хористів, Бучач

Місійний інститут імені святого Йосафата — колишній навчальний заклад УГКЦ. Заснований 1911 року, діяв при монастирі отців Василіян у Бучачі до 1944 року з перервами під час світових воєн (1914–1918, 1940–1943).

## Відомості

### Статус
Фактично, згідно одних даних — нижча василіянська гімназія. Згідно інших — мала духовна семінарія.

### Коротка історія
До організації навчального закладу спричинився о. Платонід Петро Філяс. Відновленню діяльності інституту в 1918 році сприяв ігумен Бучацького монастиря о. Микола Лиско. Було набрано близько 60 хлопців з різних частин України. За час існування навчалися близько 1000 учнів. Фактично — василіянська нижча гімназія.
Улюбленою грою учнів був, за словами о. Юліана Катрія, копаний м'яч.

### Відомі люди
- Андрей Шептицький відвідував навчальний заклад.
- Йосафат Жан — префект у серпні-грудні 1918[5]
- Іриней Готра-Дорошенко — довголітній префект (настоятель) інституту.[4]

### Навчалися в інституті
- Пасічник Йосип — бучацький районовий провідник ОУН[6]
- о. Павло (Пушкарський) ЧСВВ — ігумен Краснопущанського монастиря, репресований, у Бучачі став василіянином[7]
- о. Скрутень Іван Йосафат
- Іван Бек — брат доктора Марусі Бек, мера Детройта[8]
- Николин Василь Петрович — керівник Віньковецького надрайонного проводу ОУН.[джерело?]
- Ґерилюк-Купчинський Петро-Йосафат[9]